# Justicia (paquebot)
Le Justicia est un paquebot britannique qui n'a jamais connu de service commercial. Commandé en 1912 par la Holland America Line sous le nom de Statendam, il est construit dans les chantiers Harland & Wolff de Belfast et est lancé le 9 juillet 1914. Peu après, la Première Guerre mondiale éclate, et les travaux ralentissent. Finalement, des négociations entre le gouvernement britannique et la compagnie entraînent son acquisition par le Royaume-Uni pour servir à l'effort de guerre.
Il est d'abord envisagé de le faire affréter par la Cunard Line, ce qui explique le renommage en Justicia pour correspondre à la nomenclature de celle-ci. Cependant, la compagnie n'ayant pas les équipages nécessaires, le navire est finalement cédé à la White Star Line qui est chargée de l'exploiter comme transport de troupes. Sa mission débute en avril 1917. Après avoir échappé à une première attaque sous-marine en janvier 1918, il est torpillé le 19 juillet 1918 au large de Skerryvore, et coule le lendemain matin.
Bien que d'une taille inférieure à ses concurrents directs, le Statendam promettait d'être un des navires les plus somptueux de la ligne de l'Atlantique Nord. À la suite du naufrage, la Holland America Line reçoit une importante compensation qui lui permet de commander en 1921 un navire du même nom, qui n'est terminé qu'en 1929.

## Histoire

### Construction et réquisition

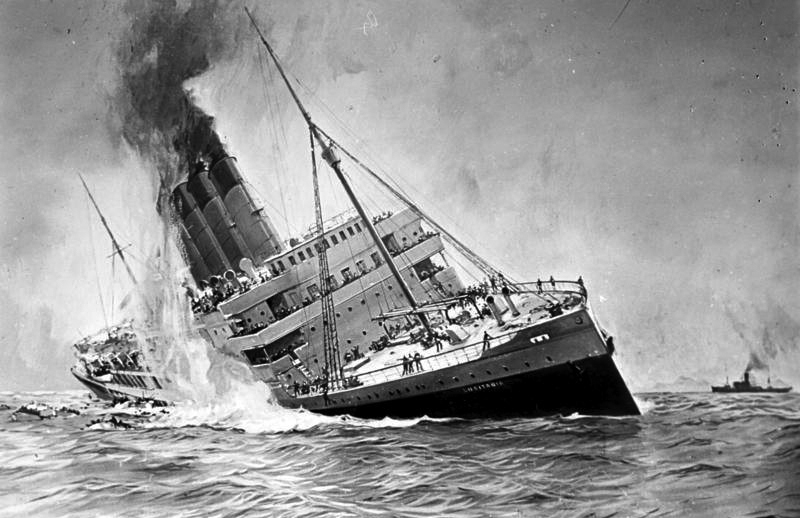
Comme transport de troupes, le Justicia devait à l'origine être affrété par la Cunard pour remplacer le Lusitania.

En 1912, la Holland America Line, compagnie néerlandaise assurant la ligne transatlantique, commande un nouveau paquebot aux chantiers Harland & Wolff de Belfast. Le navire est baptisé Statendam, deuxième de cinq navires de la compagnie à porter ce nom. Le paquebot est lancé le 9 juillet 1914, et la finition du navire s'engage. Le déclenchement de la Première Guerre mondiale dans les semaines qui suivent ralentit cependant fortement les travaux. Le navire, déjà bien avancé, offre en revanche un fort potentiel dans le cadre des hostilités.
En octobre 1914, l'Amirauté britannique propose à la compagnie 1 000 000 de livres pour exploiter le navire en l'état, encore inachevé, avec la garantie de le rendre à la fin du conflit. Les éléments décoratifs déjà installés sont retirés et entreposés (à Rotterdam), comme de coutume dans le cadre des transformations de paquebots en transports de troupes. La construction du navire se poursuit lentement, en appliquant des mesures particulières pour s'adapter au conflit. Ainsi, les cheminées sont plus petites que prévu, afin d'économiser l'acier.
Cherchant un affréteur, le gouvernement pense d'abord à la Cunard Line, qui doit compenser la perte du Lusitania survenue en 1915. Il est donc envisagé de nommer le paquebot Neuretania, puis finalement Justicia pour symboliser l'idée de compensation pour la perte d'un des fleurons de l'entreprise. La compagnie ne dispose pas des marins nécessaires pour le paquebot, et le navire est transféré à la White Star Line, dont un grand nombre d'hommes sont inactifs depuis le naufrage du Britannic. Ce changement de dernière minute explique que le Justicia porte un nom en -ia selon les codes de la Cunard, et non en -ic.

### Service militaire et naufrage
Le 7 avril 1917, la White Star Line prend pleinement possession du Justicia, qui part pour de premières traversées à destination de Halifax, puis entre New York et Liverpool, afin d'amener des troupes fraîches au front. Ses déplacements précis sont cependant difficiles à retracer, ses activités étant en grande partie tenues secrètes. Au début de l'année 1918, le paquebot troque sa peinture grise contre le camouflage Dazzle mis au point par Norman Wilkinson. Il est attaqué peu après, le 23 janvier 1918, par un sous-marin allemand dans le canal du Nord (Irish Channel), mais les torpilles ratent leur cible, et le navire s'en tire sans dommages.

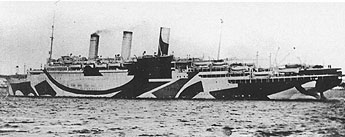
Le Justicia est peint en camouflage Dazzle début 1918.

Il est moins chanceux le 19 juillet suivant. Alors qu'il navigue sous le commandement de John David, au sein d'un convoi de huit navires, dans les Hébrides, il est pris pour cible par le sous-marin UB-64 qui parvient à toucher la salle des machines. Les deux torpilles suivantes manquent leur cible, l'une étant détruite par les canons du Justicia. Bien que sa coque soit percée, le navire peut encore être maintenu à flot grâce à ses compartiments étanches, et il est encore possible de le sauver. Ainsi, peu après, le HMS Sonia prend le paquebot en remorque en direction du nord ouest de l'Irlande. Tenace, le sous-marin tente une nouvelle attaque, mais la torpille est à nouveau détruite par l'équipage du Justicia, dont une partie est évacuée avant que le remorquage ne se poursuive. Le lendemain, c'est au tour du U-124 de se lancer à l'attaque du paquebot au sein d'un convoi de vingt navires. Deux torpilles touchent leur but, entraînant le naufrage rapide du navire. On compte une quinzaine de victimes sur les 600 à 700 membres d'équipage présents à bord (le navire ne transportant pas de troupes durant cette traversée). Le nombre de torpilles tirées au total varie entre sept et dix. Les rescapés sont récupérés par des navires proches, tandis que le croiseur HMS Marne coule le U-124 dès le 21 juillet.
La presse allemande s'enthousiasme fortement à la suite de ce naufrage. En effet, le Justicia, avec ses trois cheminées, ressemble au Leviathan, ancien paquebot allemand récupéré par les Américains et utilisé comme transport de troupes de très grande capacité. Quant à la Holland America Line, elle reçoit après le conflit 60 000 tonnes d'acier en compensation, qui servent à construire une flotte de cargos. En 1921, la compagnie commande un nouveau navire nommé Statendam, dont la construction s'éternise jusqu'en 1929.
L'épave du Justicia repose par 68 mètres de fond au large des côtes irlandaises. Bien conservée, elle est régulièrement visitée par des plongeurs.

## Caractéristiques
Avec 236 m sur 26 et 32 234 tonneaux, le Statendam est conçu comme un paquebot de taille moyenne face à ses concurrents anglais et allemands. Sa capacité est cependant très importante, puisque le navire est prévu pour 800 passagers en première classe, 600 en deuxième et 2 030 en troisième, auxquels s'ajoute un équipage de 600 personnes. La décoration du navire est prévue pour être moderne, proche du style adopté durant les années 1920, avec notamment un grand salon de première classe de six mètres de haut devant être la plus grande pièce de ce type sur un paquebot à l'époque. En tant que transport de troupes, le Justicia dispose d'une capacité de 5 000 hommes, qui est poussée à 12 000 hommes en une occasion. À cela s'ajoutent des cales capables de transporter 15 000 tonnes de marchandises.
Le paquebot arbore une silhouette à trois cheminées, la dernière étant factice et destinée à assurer l'équilibre de la silhouette. La propulsion du paquebot suit une configuration classique des créations des chantiers Harland & Wolff popularisée par la classe Olympic, en ayant recours à deux machines alternatives à triple expansion et une turbine basse pression pour alimenter ses hélices. Cela lui permet d'atteindre une vitesse de 18 nœuds, insuffisante pour garantir sa sécurité dans les opérations militaires. Le paquebot est donc contraint de naviguer en convoi.